# 波利特里峰

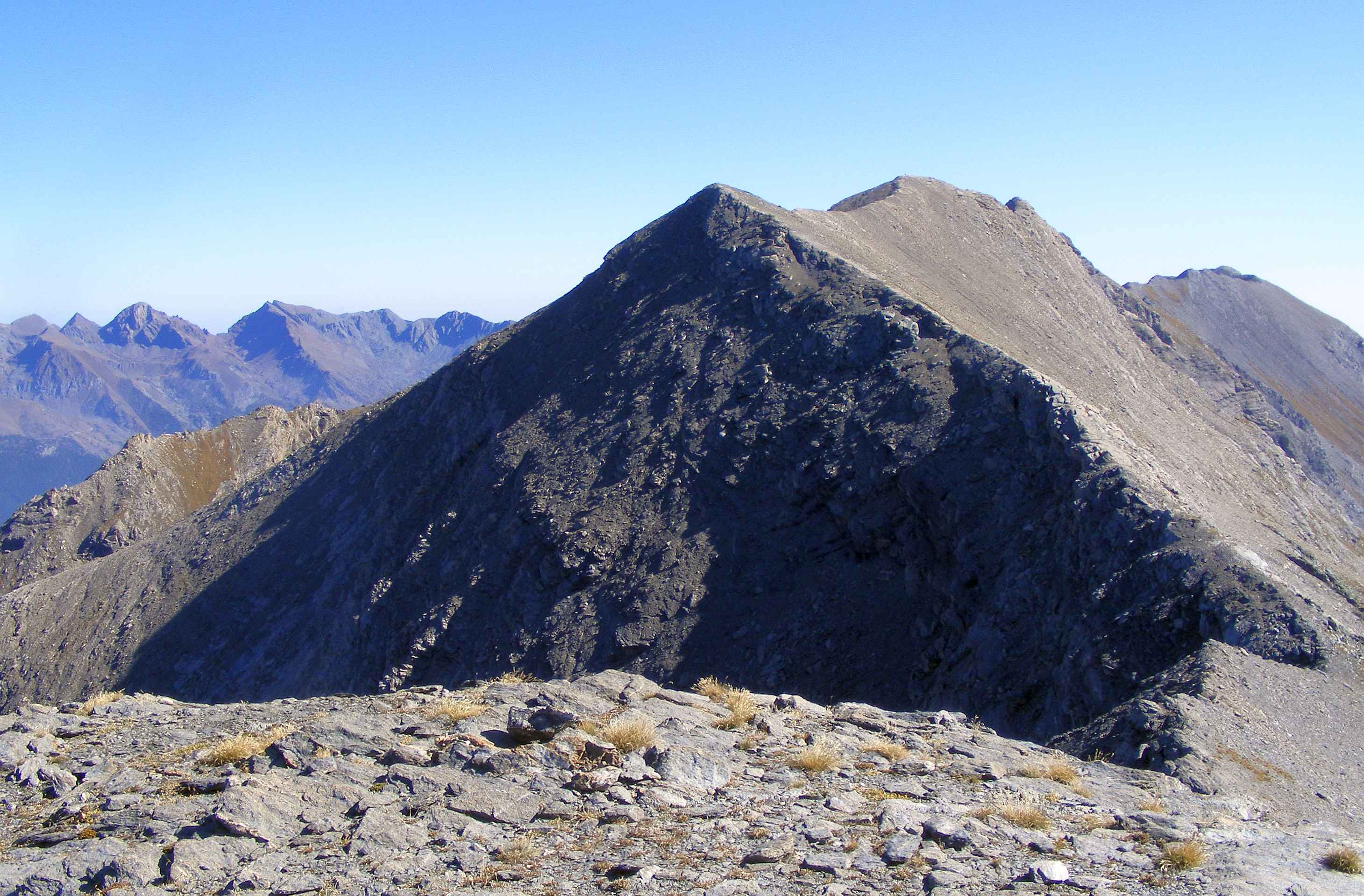

44°59′28.28″N 07°01′7.36″E / 44.9911889°N 7.0187111°E
波利特里峰（義大利語：Monte Politri），是意大利的山峰，位於該國西北部，由皮埃蒙特大區負責管轄，屬於科蒂安阿爾卑斯山脈的一部分，海拔高度3,026米，每年平均降雨量1,435毫米。